# Les Ferrailleurs des Lilas (téléfilm)

Les Ferrailleurs des lilas est un téléfilm français de 82 minutes, réalisé par Jean-Paul Sassy, à partir du scénario de Jean Bany et Maurice Cuny, diffusé le samedi 11 février 1984 sur TF1.

## Résumé
Trois ferrailleurs de la banlieue parisienne sont, malgré eux, mêlés à une affaire d'enlèvement d'enfant. Soupçonnés par la police, ils mènent leur propre enquête.

## Fiche technique
- Réalisation : Jean-Paul Sassy
- Scénaristes : Jean Bany et Maurice Cuny
- Montage : Yves Charoy
- Musique originale : Michèle Auzepy
- Cascades réglées par : Daniel Breton
- Durée : 82 minutes

## Distribution
- Charles Gérard :  Gaston
- Catherine Rouvel : Lucienne
- François Dyrek : Bastien
- Jean-Luc Autret : Paul
- Kim Lokay : Simone
- Janine Magnan : Marina
- Elisabeth Kaza : la mère italienne
- Robert Etcheverry : Louis
- François Guillet : le rondouillard
- Patrick Poivey : le commissaire
- Piéral : le nain Barnabé
- Sophie Mathey : la petite fille
- Tony Librizzi : Aldo
- Jean Saudray : Fred
- Jacqueline Blanc
- Chantal Blaumeiser
- Nicolas Brémont
- Elia Clavel
- Sylvie Folgoas
- Gérard Lecaillon : le jeune inspecteur
- Colette Lefebvre
- Brigitte Macha
- Mado Maurin
- Sylvie Philibert
- Anne Turolla

## Sources
- Télé 7 jours, n°1237 du 11 février 1984